# Висайская бородавчатая свинья
Висайская бородавчатая свинья (лат. Sus cebifrons) — вид млекопитающих из семейства свиней. Эндемик Филиппин.

## Описание
Животные достигают длины тела от 80 до 100 сантиметров, высоты в холке около 60 сантиметров и веса от 30 до 70 килограммов. Их мех тёмно-коричневого цвета, у самцов имеется характерная грива на шее, которая продолжается вдоль спины. На морде имеется три пары вздутий.

## Размножение
Период беременности составляет около 118 дней, в помёте 2–4 детёныша. Поросята рождаются в сухой сезон — период с января по март. Самки строят гнездо и рьяно защищают своё потомство. Поросята при рождении имеют светло-коричневый цвет с четырьмя тёмными полосами от головы до хвоста, которые исчезают к 9 месяцам, а к году приобретается окраска взрослых особей. Твёрдую пищу начинают пробовать в возрасте одной недели, от груди отлучаются к шести месяцам. Половая зрелость наступает в 2–3 года, в неволе — в 12–14 месяцев. Продолжительность жизни составляет 10–15 лет.

## Распространение
Вид распространён на Висайских островах, входящих в Филиппинский архипелаг. Свиньи живут в горах Центрального Паная на острове Панай и в районах вокруг вулканов Мандалаган, Куэрнос-де-Негрос и Силай на острове Негрос. На острове Себу и некоторых более мелких островах они вымерли. Их среда обитания — леса, в основном тропические.

## Образ жизни
Об образе жизни животных известно мало. Сообщается, что они живут в семейных группах, состоящих из четырёх-пяти особей, иногда даже одиночных самцов. Как и большинство свиней, они всеядны и питаются плодами, корнями, насекомыми, яйцами, мелкими позвоночными и падалью.

## Меры охраны
Как и многие другие млекопитающие на Филиппинах, вид находится под угрозой исчезновения. Причины, с одной стороны, в постепенном разрушении их среды обитания, с другой стороны, в охоте — животных преследуют, потому что они опустошают плантации. Сегодня на западе Паная сохранились остатки популяции на охраняемых природных территориях, также имеются небольшие программы разведения.